# Who is Sylvia?
Who is Sylvia?, traducido como ¿Quién es Silvia? es una obra de teatro del dramaturgo británico Terence Rattigan, estrenada en 1950.

## Argumento
Oscar es un hombre que vive obsesionado con una tal Sylvia, una joven a la que consiguió besar cuando este  tan solo contaba 17 años y cuya pista perdió. Desde entonces, Oscar cree encontrar a Sylvia en diferentes momentos de su vida, en 1917, 1929 y 1950.

## Estreno
Estrenada en el Criterion Theatre de Londres el 24 de octubre de 1950, estuvo interpretada por Diana Allen, David Aylmer, Joan Benham, Robert Flemyng, Vernon Greeves, Diane Hart, Roger Maxwell, Athene Seyler y Alan Woolston.

## Representación en español
La obra fue estrenada en el Teatro María Guerrero de Madrid en 1959, contando con decorados de Emilio Burgos y la interpretación de Carmen Bernardos, Ángel Picazo, Luis Peña, Victoria Rodríguez, Pedro Sempson y Montserrat Blanch.